# 너의 이름은 여자
"너의 이름은 여자"는 1969년 공개된 대한민국의 영화이다.

## 배역
- 김진규
- 김지미
- 백영민
- 이대엽
- 전영주
- 김칠성

## 수상 경력
- 1970년 제7회 청룡영화상
  - 여우주연상 - 김지미
- 제15회 아시아영화제
  - 여우주연상 - 김지미